# Gユウスケ
Gユウスケ（ジーユウスケ）は、イラストレーター・グラフィッカー・原画家。熊本県出身。現在はフリーランス。『あっちょんぷりけ』という同人サークルで活動もしている。

## 略歴
大学卒業後に代々木アニメーション学院福岡校のCG科卒業。卒業後の2001年 - 2002年頃に株式会社グリーンウッド（light）にグラフィッカーとして入社、2003年2月発売の「ドキドキしすたぁパラダイス」などでチーフグラフィッカーを務める。代表作の一つとなる2007年12月発売の「Dies irae -Also sprach Zarathustra-」で原画家デビュー。以後はlightでは「タペストリー -you will meet yourself-」を除き、主に正田崇脚本作品の原画を務めている。
2019年3月の株式会社グリーンウッド解散に伴い、退社。
影響を受けたイラストレーターとして田中久仁彦の名を挙げている。

## 主な仕事歴

### ゲーム
- Dies irae -Also sprach Zarathustra-（light、原画、キャラクターデザイン）
- タペストリー -you will meet yourself- （light、原画、キャラクターデザイン）
- Dies irae Also sprach Zarathustra -die Wiederkunft-（light、原画、キャラクターデザイン）
- Dies irae 〜Acta est Fabula〜（light、原画、キャラクターデザイン）
- 神咒神威神楽（light、原画、キャラクターデザイン）
- Dies irae 〜Amantes amentes〜 (PSP版)（light、原画、キャラクターデザイン）
- Dies irae 〜Amantes amentes〜 (PC版)（light、原画、キャラクターデザイン）
- 神咒神威神楽 曙之光 (PS Vita版)（light、原画、キャラクターデザイン）
- 相州戦神館學園 八命陣（light、原画、キャラクターデザイン）
- 相州戦神館學園 八命陣 天之刻 (PS Vita版)（light、原画、キャラクターデザイン）
- 相州戦神館學園 万仙陣（light、原画、キャラクターデザイン）
- Dies irae ~Interview with Kaziklu Bey~（light、原画、キャラクターデザイン）
- 幽世ノ災厄ト現世ノ戦姫～さやか篇～（でぼの巣製作所、原画）
- 幽世ノ災厄ト現世ノ戦姫 ～きりえ篇～（でぼの巣製作所、原画）
- ネコぱら- Catboys Paradise（NEKO WORKs、原画、キャラクターデザイン）

### 小説
- ダンタリアンの書架（角川スニーカー文庫、挿絵）
- 黒白のアヴェスター（イラスト）